# Arcontius z Viviers
Svatý Arcontius z Viviers byl biskup Viviers a mučedník, žijící v 8. století.
Nejstarší dokument zmiňující biskupy Viviers pochází z 10. století a nese jméno Charta vetus. Tento dokument neobsahuje jméno svatého Arcontia. Svatý Arcontius je zmíněn až v Martyrologium Vivariensis ecclesiae pocházejícího z 15. století, kde je zmíněn jako biskup, který zemřel následkem lidového povstání poté, kdy usilovně bojoval za obranu práv a svobody své církve. Měl být sťat roku 745.
Jeho tělo bylo uloženo v katedrále ve Viviers avšak roku 1568 bylo spáleno Kalvinisty.
V Martyrologiu Romanum je psáno;
| „ | Na území Viviers podél Rhôny ve Francii, svatý Arcontius, biskup. | “ |

Jeho svátek se slaví 10. ledna.